# Miss Grand International
Miss Grand International je tretje največje lepotno tekmovanje na svetu. Začelo se je na Tajskem leta 2013. Na njem sodelujejo predstavnice različnih držav in med njimi izberejo najlepše dekle, ki prejme naziv «Miss Grand International».
Kandidatke za Miss Grand International morajo biti v tekočem letu stare med 17 in 27 let, visoke več kot 165 cm, simpatičnega obraza, skladne postave, komunikativne, brez otrok, neporočene, nekaznovane in državljanke države zastopnice. Na izboru za Miss Grand International sodeluje med 60 in 85 držav.
Skupaj z Miss sveta, Miss Universe, Miss International in Miss Supranational ta lepotni izbor velja za eno najbolj znanih na svetu; imenuje jo "Grand Slam" lepotna tekmovanja.
Slovenija se nikoli ni pridružila tekmovanju.

## Zmagovalci
| Let  | Miss Grand International | Država                  | Prizorišče                         | Konkurenti |
| ---- | ------------------------ | ----------------------- | ---------------------------------- | ---------- |
| 2013 | Janelee Chaparro         | Portoriko               | Nonthaburi, Tajska                 | 71         |
| 2014 | Lees Garcia              | Kuba                    | Bangkok, Tajska                    | 85         |
| 2015 | Anea Garcia              | Dominikanska republika  | Bangkok, Tajska                    | 77         |
| 2015 | Claire Elizabeth Parker  | Australija              | Bangkok, Tajska                    | 77         |
| 2016 | Ariska Putri Pertiwi     | Indonezija              | Las Vegas, Združene države Amerike | 74         |
| 2017 | María José Lora          | Peru                    | Phú Quốc, Vietnam                  | 77         |
| 2018 | Clara Sosa               | Paragvaj                | Yangon, Mjanmar                    | 75         |
| 2019 | Valentina Figuera        | Venezuela               | Caracas, Venezuela                 | 60         |
| 2020 | Abena Appiah             | Združene države Amerike | Bangkok, Tajska                    | 63         |
| 2021 | Nguyễn Thúc Thùy Tiên    | Vietnam                 | Bangkok, Tajska                    | 59         |
| 2022 | Isabella Menin           | Brazilija               | Džakarta, Indonezija               | 68         |
| 2023 | Luciana Fuster           | Peru                    | Hošiminh, Vietnam                  | 69         |
| 2024 | Rachel Gupta             | Indija                  | Bangkok, Tajska                    | 68         |

Galerija
- Miss Grand International 2024Rachel Gupta
 Indija
- Miss Grand International 2023Luciana Fuster
 Peru
- Miss Grand International 2022Isabella Menin
 Brazilija
- Miss Grand International 2021Nguyễn Thúc Thùy Tiên
 Vietnam
- Miss Grand International 2020Abena Appiah
 Združene države Amerike
- Miss Grand International 2019Valentina Figuera
 Venezuela
- Miss Grand International 2018Clara Sosa
 Paragvaj
- Miss Grand International 2017María José Lora
 Peru
- Miss Grand International 2016Ariska Putri Pertiwi
 Indonezija
- Miss Grand International 2015 Claire Elizabeth Parker
 Australija
- Miss Grand International 2014 Lees Garcia
 Kuba
- Miss Grand International 2013 Janelee Chaparro
 Portoriko